# Et Huskors
Et Huskors er en dansk stumfilm fra 1915, der er instrueret af Holger-Madsen efter manuskript af Harriet Bloch.

## Handling
Denne artikel mangler et handlingsreferat. Hjælp os med at skrive det.

## Medvirkende
- Cajus Bruun - Hofjægermester Palle Bøgh
- Rita Sacchetto - Jessie, datter af hofjægermesteren
- Torben Meyer - Lensgreve Preben Rosenørn til Blide
- Robert Schmidt - Adam, lensgrevens brorsøn
- Johannes Ring - Dr. med. Struck, grevens læge
- Doris Langkilde
- Ingeborg Spangsfeldt
- Julie Henriksen
- Frederik Jacobsen
- Amanda Lund